# Олевиан, Каспар
Каспар Олевиан  (лат. Caspar Olevianus; 10 августа 1536, Трир — 15 марта 1587, Херборн) — немецкий реформатор.

## Биография
Получил образование в разных французских университетах. В 1559 году начал читать лекции в Трире и основал здесь евангелическую общину, вследствие чего подвергся гонению и должен был перейти в Гейдельберг. Вместе с Урсином при покровительстве Фридриха III Олевиан был организатором Евангелической Церкви в Пфальце, в которой ввел строгий кальвинизм. Соавтор «Гейдельбергского катехизиса».
В 1576 году Олевиан был выслан из Пфальца, после чего вводил реформацию, по кальвиновскому образцу, в областях графов Нассау-Зиген, Сольмс и Вид и основал школу в Херборне, где и умер.